# Sidrac

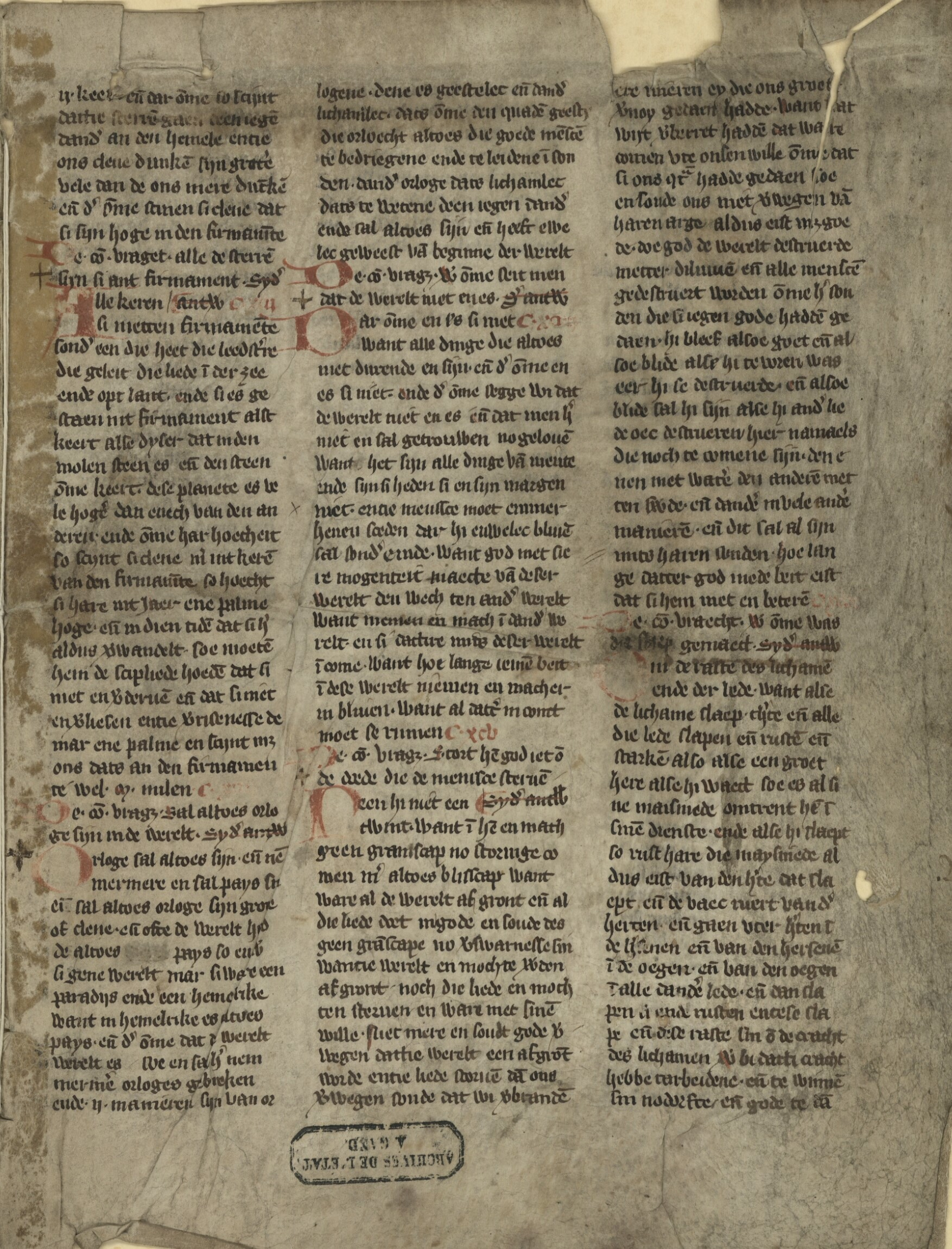
Fragment uit het manuscript van de Middelnederlandse "Sydrac". Gemaakt in de Nederlanden, 14de eeuw. Bewaard in de Universiteitsbibliotheek Gent.

De Livre de Sydrac le philosophe ('Boek van Sidrac de filosoof'), soms met de alternatieve titel Livre de la fontaine de toutes sciences ('Boek van de bron van alle kennis') is een Oudfrans prozawerk geschreven ca. 1270-1300. Het is een encyclopedie onder de vorm van een vraagbaak, ingebed in een raamvertelling. Hij beantwoordt 1227 vragen, of in de korte versie een zeshonderdtal. Een anonieme auteur uit Antwerpen heeft rond 1320 een Middelnederlandse vertaling gemaakt, die tot de 16e eeuw populair bleef. Er zijn ook Provençaalse, Italiaanse, Duitse, Deense en Catalaanse vertalingen verschenen.

## Inhoud
Het grondschema van de Sidrac is dat de nieuwsgierige koning Boctus vragen stelt aan de allesweter Sidrac, een afstammeling van Jafet met profetische gaven. Het is een didactisch werk dat antwoorden geeft op theologische, natuurwetenschappelijke en ethische vragen. Zo zijn er vragen die gaan over de relatie tussen God en de mens, over het gedrag van koningen en de relatie met hun onderdanen, over vriendschap en over de relatie tussen man en vrouw. De dialoog in de Sidrac biedt ons een interessant perspectief op het middeleeuwse wereldbeeld. Doordat het boek in de volkstaal geschreven was, maakte het wetenschappelijke kennis toegankelijk voor een groot publiek. Het bracht wetenschappelijke kennis samen in de vorm van een dialoog. 
De Sidrac begint met een rijmproloog en eindigt met een rijmepiloog die door de vertaler werden toegevoegd. Na de proloog vindt men een inhoudsopgave waarin 421 vragen zijn opgesteld. Daarna volgt het kaderverhaal dat handelt over de (fictieve) ontstaans- en overleveringsgeschiedenis van het werk.
Sidrac is een wijze die van God kennis van het verleden en de toekomst heeft gekregen. 847 jaar na de dood van Noah wordt hij bij koning Boctus van Bactorië geroepen omdat die zijn hulp nodig heeft. Boctus probeert namelijk een vesting te bouwen aan de Indische grens, maar het bouwwerk wordt elke nacht op mysterieuze wijze weer afgebroken. Sidrac helpt hem de betovering te doorbreken en overtuigt de koning van zijn geloof in één God. Nadat Boctus zich heeft bekeerd, stelt hij de wijze vele vragen die allemaal beantwoord worden in het boek.
Na het laatste antwoord vertelt de auteur de afloop van het kaderverhaal over de filosoof en de koning. Deze laatste kan uiteindelijk toch zijn toren bouwen. De Indische vorst Garaab onderwerpt en bekeert zich en zijn onderdanen volgen hem daarin. Na de dood van Boctus en Sidrac aanbidt het Indische volk echter opnieuw haar eigen goden. Om het verhaal van de koning en de wijze helemaal af te sluiten, eindigt de vertaler zijn boek met een rijmepiloog waarin hij vraagt om Gods genade.

## Middelnederlandse overlevering
Een Middelnederlandse vertaling van de Sidrac is overgeleverd in diverse handschriften en versies. Ze kwam tot stand rond 1318-1329. Wie de auteur was, blijft tot op vandaag onbekend. Hij identificeerde zich alleen als een Antwerpenaar. Twee wetenschappers die zich over het vraagstuk bogen, Johannes F.J. Van Tol en Jo Reynaert, kwamen niet tot een consensus: Reynaert schreef het auteurschap toe aan Jan van Boendale, terwijl dat volgens Van Tol onmogelijk was. Boendale erkende in zijn Lekenspiegel uitdrukkelijk de invloed van de Sidrac. De oorspronkelijke Middelnederlandse tekst is verloren gegaan, maar het betrof een selectie uit het origineel. De vertaler gaf aan dat hij zaken die te diepzinnig waren of die hem niet aanspraken had weggelaten. 
De unieke vertaling is diverse keren gekopieerd en bewerkt. De handschriften worden ingedeeld in twee groepen of redacties. De oudste en meest uitgebreide redactie volgt het Franse origineel het dichtst. De beste versie hiervan (Oxford, Bodleian Library, Marshall 28) bevat een rijmproloog, het kaderverhaal en 421 vragen. De andere redactie is overgeleverd in twee handschriften. De beste versie hiervan is opgenomen in het Comburgse handschrift van ca. 1400 en bevat 221 vragen.
De Universiteitsbibliotheek Gent bezit enkele fragmenten, geïnventariseerd als "Handschrift 2749". Men weet dat deze fragmenten in de veertiende eeuw werden vervaardigd en dat dat in de Nederlanden gebeurde. 
In 1495 werd de Sidrac in Leiden gedrukt door Huygen Jansoen van Woerden en tegen 1564 waren er nog tien oplages verschenen.

## Uitgave
- E. Ruhe (red.), Sydrac le philosophe. Le livre de la fontaine de toutes sciences, 2000. ISBN 9783895001833

## Nederlandse vertaling
Er bestaat een moderne vertaling van een selectie uit de Sidrac:
- Orlanda S.H. Lie (red.), Het boek van Sidrac. Een honderdtal vragen uit een middeleeuwse encyclopedie, 2006. ISBN 9789065509116